# 哈維·布洛克
哈維·布洛克（英語：Harvey Bullock），是一名在DC漫畫出版的漫畫中登場的虛構人物。他是高譚市中蝙蝠俠的協助者之一。

## 虛構傳記
在《無限地球危機》之前，哈維·布洛克原本被設定為是腐敗的高譚市市長漢密爾頓·希爾派往詹姆斯·高登局長身邊的內奸，負責暗中破壞高登的行動。可是良心未泯的他在一次暗中妨礙導致高登心臟病發時最終醒悟了過來，並轉而協助高登。
最終危機之後，DC漫畫將過去混亂的設定做了一次重整，哈維·布洛克被修改成一名高譚警局的資深警官，但他看起來邋遢散漫，且負面傳聞不斷，同事之間甚至有謠言說他收受黑道賄賂。高登在和他實際相處過後，認為這一切都是子虛烏有，他發現哈維是一名正直的好警察，之後兩人便常一起聯手辦案，哈維也總是憑著自己的外貌形象扮演著「好警察壞警察」那一套中的壞警察來協助辦案。
哈維有著出色的辦案能力，他甚至和高登聯手、在沒有蝙蝠俠介入的情況下挫敗過小丑的計畫與暴行。
之後哈維與警探瑪姬·索耶、檢察官哈維·丹特聯手，意圖扳倒黑道老大薩爾·馬洛尼，可惜最後失敗了，哈維·丹特還因為馬洛尼暗藏的硫酸毀容，因此心性大變成了罪犯雙面人。
而在《最長的萬聖節》事件中，以哈維和高登為首的高譚警方接連面對了小丑、泥面人、稻草人的襲擊，他是少數到最後能全身而退的警官之一。
哈維後來與同事蕾妮·蒙托亞一起加入過間諜組織將殺會，不過他與上司阿曼達·沃勒的關係始終不怎麼樣。
某次事件中，反派KG野獸意圖在高譚市使用核武器，哈維前去阻止但不敵對方，之後他被羅賓所救而保住一命。
而在編劇Chuck Dixon的描繪下，哈維在自己的個人故事《A Bullet for Bullock》遭遇罪犯暗殺，此段故事甚至被改編到蝙蝠俠動畫影集中。
於《無人之地》事件中，高登局長、哈維、蕾妮·蒙托亞努力地想在毫無秩序的高譚中盡量維持一方的平靜，即使蕾妮·蒙托亞受雙面人影響而一度迷失，哈維仍表現得十分出色，直到雷克斯·路瑟帶來支援，倖存的警官們在事後都得到了升職。

## 其他版本
- 動畫《The Batman Adventures》裡，哈維在企鵝人當選高譚市市長後辭去警職，成了一名私家偵探。

- 《Batman: Earth One》：這裡的哈維是一名好萊塢明星，有自己的真人秀。後來他成了警察，並來到高譚想解決韋恩夫婦的謀殺案。

- 在正邪顛倒的地球-3之中，哈維是一名腐敗的警察。

- 在《閃點》事件中，哈維是個整天爛醉的酒鬼，蝙蝠俠（湯瑪士·韋恩）曾向他打聽過小丑（瑪莎·韋恩）的下落[6]。

- 《超級英雄：武力對決》的前傳漫畫中，哈維是反對統治者超人的一員，最後慘死在統治者超人的攻擊之下[7]。

- 《JLA: The Nail》：哈維接任了高譚市警局局長一職，並大力支持蝙蝠俠。

- 《Whom Gods Destroy》：哈維與蕾妮·蒙托亞是總統身邊的特務。

## 其他媒體

### 動畫
在DC動畫宇宙中，由Robert Costanzo配音。
- 《蝙蝠俠：動畫系列》
- 《蝙蝠俠新冒險》
- 《超人：動畫系列》：客串。

### 電視劇
- 《高譚》：由多納爾·羅格飾演[9]。

### 動畫電影
- 《蝙蝠俠：致命玩笑》：由羅賓·阿特金·唐斯（英语：Robin Atkin Downes）配音[10]。

### 電子遊戲
- 《蝙蝠俠：阿卡漢起源》：由Robert Costanzo配音[11]。